# Периньяк (Дордонь)
Перинья́к (фр. Peyrignac) — коммуна во Франции, находится в регионе Аквитания. Департамент — Дордонь. Входит в состав кантона От-Перигор-Нуар. Округ коммуны — Сарла-ла-Канеда.
Код INSEE коммуны — 24324.

## География

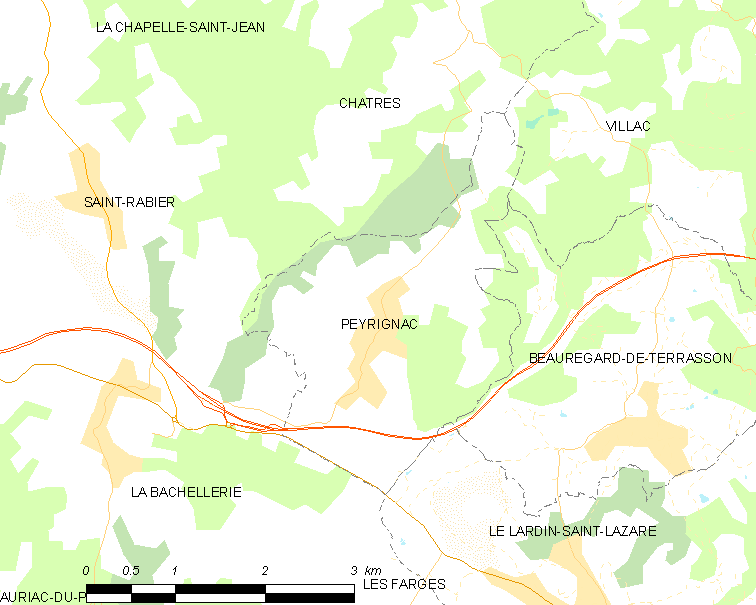
Карта коммуны

Коммуна расположена приблизительно в 420 км к югу от Парижа, в 145 км восточнее Бордо, в 38 км к востоку от Перигё.

### Климат
Климат умеренный океанический со средним уровнем осадков, которые выпадают преимущественно зимой. Лето здесь долгое и тёплое, однако также довольно влажное, здесь не бывает регулярных периодов летней засухи. Средняя температура января — 5 °C, июля — 18 °C. Изредка вследствие стечения неблагоприятных погодных условий может наблюдаться непродолжительная засуха или случаются поздние заморозки. Климат меняется очень часто, как в течение сезона, так и год от года.

## Население
Население коммуны на 2010 год составляло 530 человек.
| 1962 | 1968 | 1975 | 1982 | 1990 | 1999 | 2010 |
| ---- | ---- | ---- | ---- | ---- | ---- | ---- |
| 299  | 311  | 357  | 389  | 372  | 396  | 530  |

## Администрация
| Период | Период | Фамилия      | Партия                                 | Примечания          |
| ------ | ------ | ------------ | -------------------------------------- | ------------------- |
| 2001   | 2020   | Серж Педенон | Разные левые → Социалистическая партия | налоговый инспектор |

## Экономика
В 2010 году среди 307 человек трудоспособного возраста (15-64 лет) 222 были экономически активными, 85 — неактивными (показатель активности — 72,3 %, в 1999 году было 66,7 %). Из 222 активных жителей работали 202 человека (104 мужчины и 98 женщин), безработных было 20 (7 мужчин и 13 женщин). Среди 85 неактивных 22 человека были учениками или студентами, 36 — пенсионерами, 27 были неактивными по другим причинам.

## Достопримечательности
- Замок Шапули (XV век). Исторический памятник с 1965 года[5]
- Церковь Св. Людовика (XIX век)

## Фотогалерея

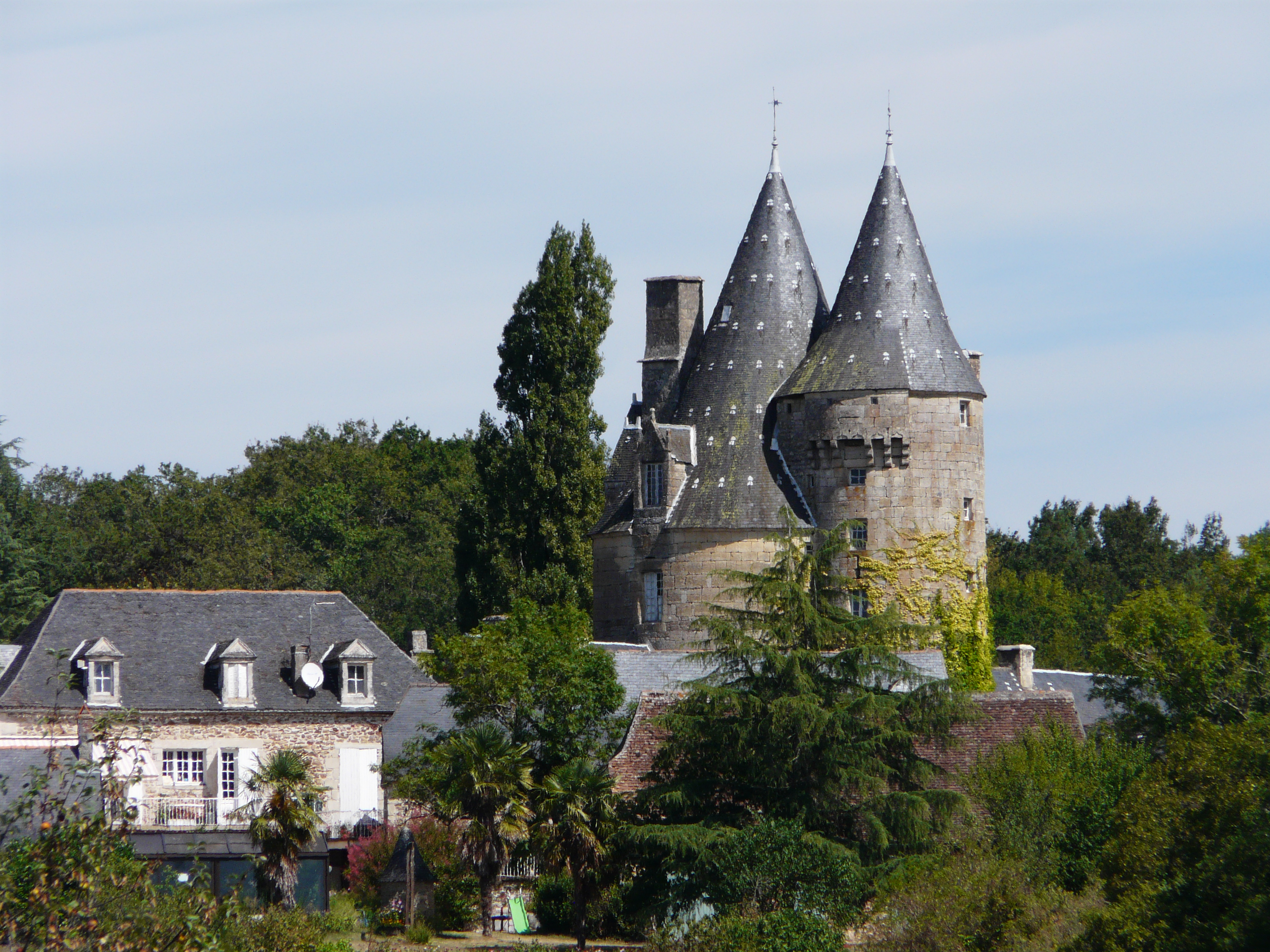
Замок Шапули
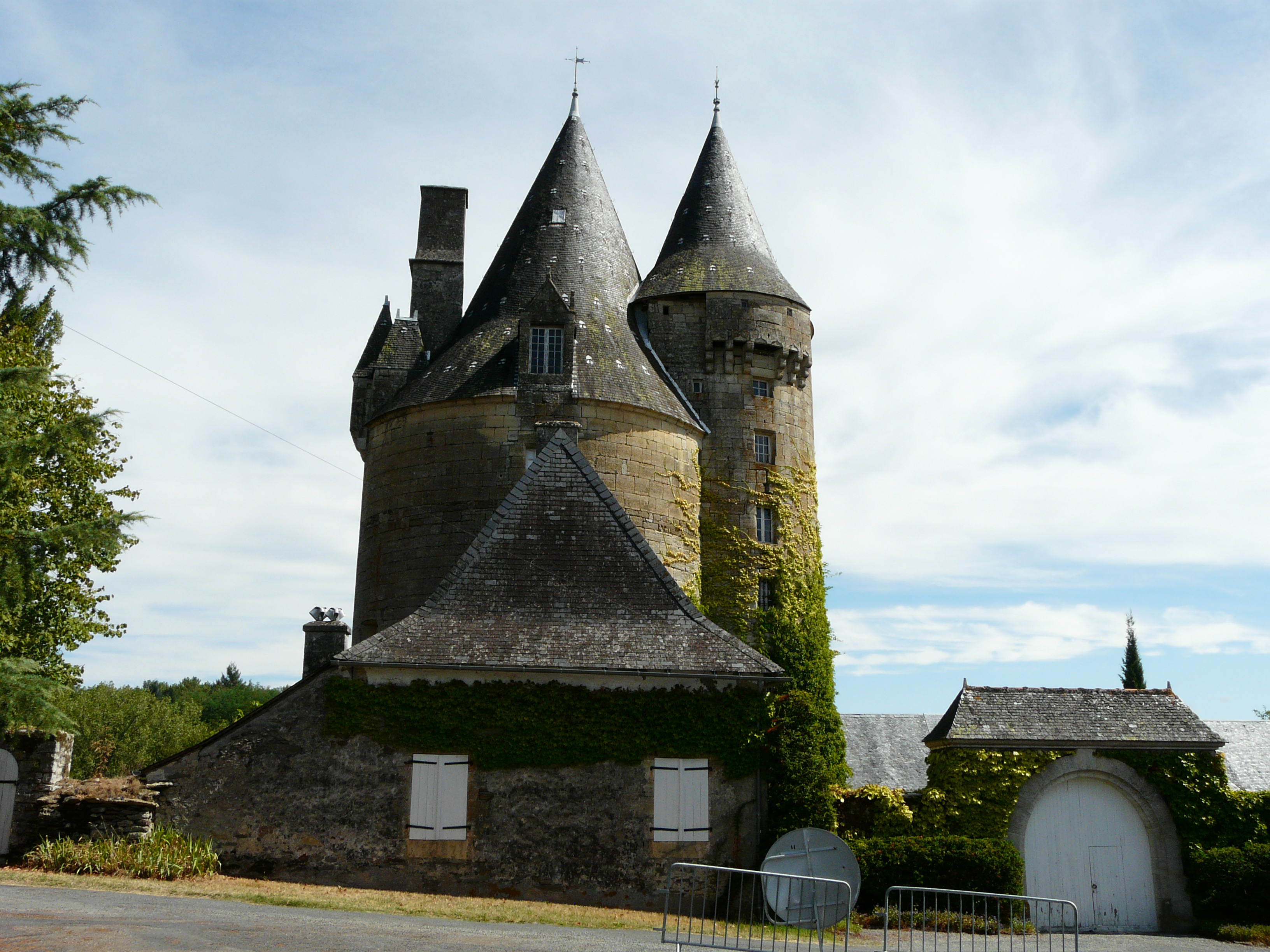
Замок Шапули
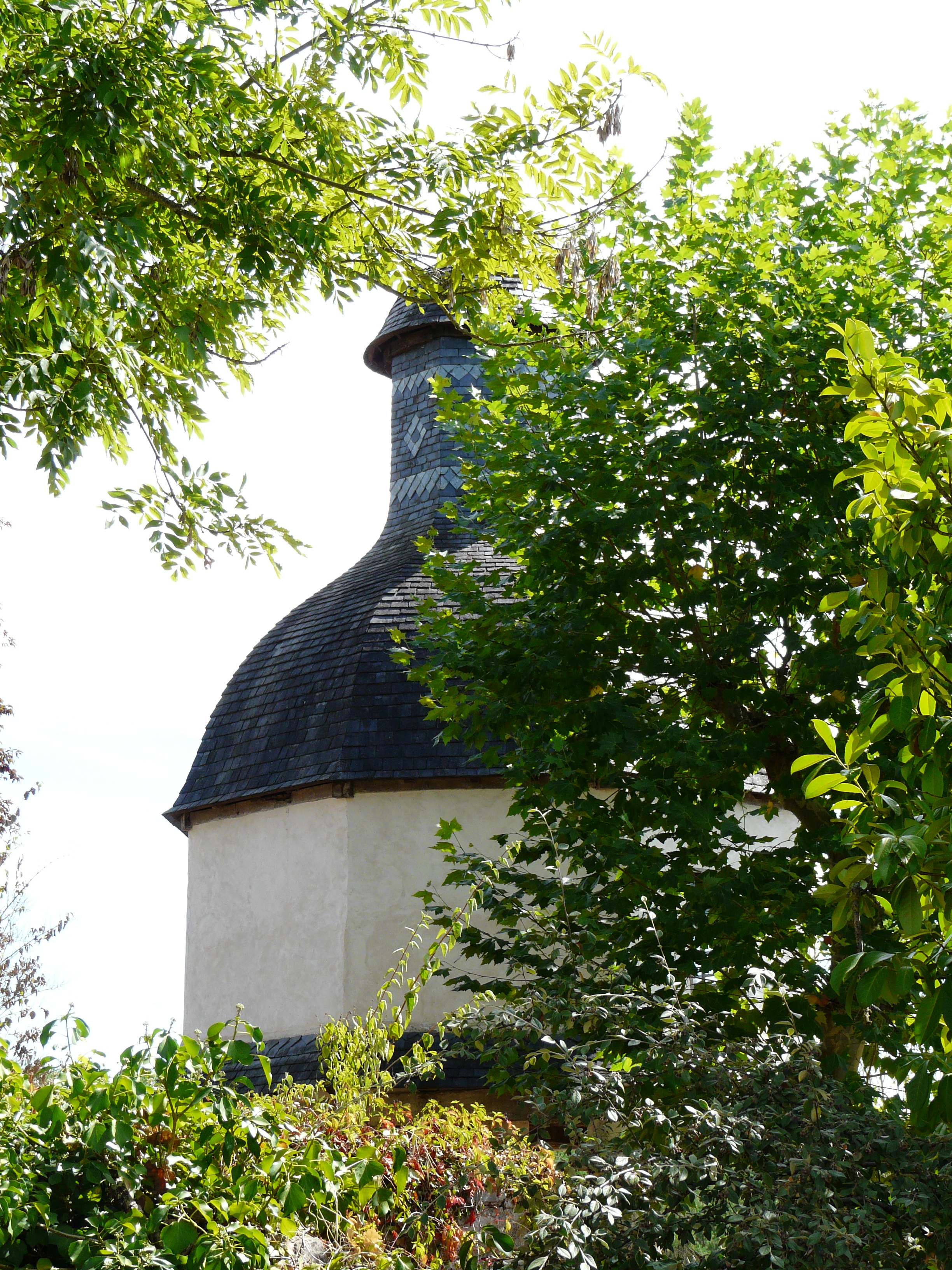
Голубятня